# 王皙
王皙（?—?），又名王晢或王哲，字微之，北宋太原（今屬山西）人。

## 生平
生卒年不詳。皇祐元年（1049年），以著作佐郎知耀州富平县。至和中，爲太常博士。出守汝州。改知衛州，嘉祐三年，知池州。任江南東路轉運使，遷刑部郎中。熙寧中，官兵部郎中，集賢校理，提點醴泉觀。元祐元年（1087年），判登聞檢院。曾注《孙子兵法》三卷。有《春秋皇綱論》五卷傳世。又有《春秋通義》十二卷、《異義》十二卷、《孫子注》三卷，皆佚。